# Andrea Benetti (canoista)
Andrea Benetti (Torino, 28 giugno 1980) è un ex canoista italiano, in attività dal 2000 dal 2013, specializzato nel C2.

## Carriera
Nel 2007 vinse una medaglia di bronzo nei Campionati mondiali di canoa/kayak di Foz do Iguaçu.
Ha partecipato ai Giochi olimpici di Atene 2004 e di Pechino 2008, sempre in coppia con Erik Masoero, qualificandosi entrambe le volte per la finale e classificandosi rispettivamente 6º e 5º.

## Palmarès
- Mondiali di slalom

2007 - Foz do Iguaçu: bronzo nel C2.